# 東甘木駅

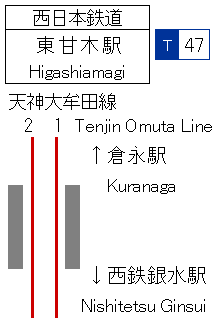
配線図

東甘木駅 （ひがしあまぎえき）は、福岡県大牟田市大字甘木にある西日本鉄道（西鉄）天神大牟田線の駅である。駅番号はT47。
甘木駅のある朝倉市（旧・甘木市）との直接的な関係性は無い、とされている。

## 歴史
- 1952年（昭和27年）1月6日：開業[1]。ただし、同年11月1日開業と記された文献も存在する[2]。
- 1995年（平成7年）3月31日：駅舎改築工事竣工。現在の駅舎となる。
- 2017年（平成29年）2月1日：駅ナンバリングを導入[3]。
- 2021年（令和3年）4月1日：駅集中管理システムを導入[4][5]。

## 駅構造
相対式ホーム2面2線を持つ地上駅。ホーム有効長は6両分ある。
| のりば | 路線          | 行先                           |
| ------ | ------------- | ------------------------------ |
| 1      | ■天神大牟田線 | 大牟田方面                     |
| 2      | ■天神大牟田線 | 久留米・福岡（天神）・甘木方面 |

## 利用状況
2024年度の1日平均乗降人員は389人である。
| 年度               | 1日平均 乗車人員 | 1日平均 乗降人員 |
| ------------------ | ---------------- | ---------------- |
| 2001年（平成13年） | 364              | 723              |
| 2002年（平成14年） | 356              | 707              |
| 2003年（平成15年） | 325              | 639              |
| 2004年（平成16年） | 301              | 603              |
| 2005年（平成17年） | 252              | 610              |
| 2006年（平成18年） | 252              | 512              |
| 2007年（平成19年） | 238              | 490              |
| 2008年（平成20年） | 221              | 449              |
| 2009年（平成21年） | 233              | 472              |
| 2010年（平成22年） | 260              | 505              |
| 2011年（平成23年） | 265              | 513              |
| 2012年（平成24年） | 255              | 496              |
| 2013年（平成25年） | 274              | 546              |
| 2014年（平成26年） | 260              | 530              |
| 2015年（平成27年） | 290              | 586              |
| 2016年（平成28年） | 214              | 442              |
| 2017年（平成29年） | 195              | 399              |
| 2018年（平成30年） | 195              | 389              |
| 2019年（令和元年） |                  | 381              |
| 2020年（令和02年） |                  | 317              |
| 2021年（令和03年） |                  | 317              |
| 2022年（令和04年） |                  | 349              |
| 2023年（令和05年） |                  | 390              |
| 2024年（令和06年） |                  | 389              |

## 駅周辺
駅は農村地帯の只中にあるが、駅東側の国道208号沿いには病院やロードサイド店舗が集積している。九州旅客鉄道九州新幹線・新大牟田駅の最寄駅ではあるものの4kmほど離れており、当駅からの路線交通機関は存在しない。
「甘木」は当駅周辺の大字であり、朝倉市甘木および旧甘木市とは同名の別の地域であるため、甘木市に由来する甘木駅とは全く別の地域に位置している。
- 西鉄バス大牟田 白銀橋バス停留所 - ■57・57-2系統（徒歩6分）
- 熊本県道・福岡県道10号南関大牟田北線
- 甘木山（甘木公園）
- 誠修高等学校
- ダイレックス大牟田店
- ディスカウントドラッグコスモス大牟田北店
- ジョイフル大牟田店
- ステーキガスト大牟田店
- セカンドストリート大牟田北店
- 新鮮市場サカイ
  - くすりの金龍堂
- 杉循環器内科病院

## 隣の駅
西日本鉄道
■天神大牟田線
■特急・■急行
通過
■普通
倉永駅（T46） - 東甘木駅（T47） - 西鉄銀水駅（T48）